# Constantin Brodzki
Constantin Brodzki (Roma, 26 de octubre de 1924-Linkebeek, 29 de marzo de 2021) fue un arquitecto belga. Es conocido principalmente por su arquitectura brutalista y por sus módulos prefabricados que utilizan hormigón en formas fluidas y orgánicas.

## Biografía

### Educación
Nació en Roma, Italia, y se crio en Finlandia por su madre belga y su padre polaco. Se trasladó a Bélgica en 1938, justo antes de la Segunda Guerra Mundial, durante ese periodo comenzó su educación en La Cambre en Bruselas, obteniendo un título en 1948. Brodzki confesó que no aprendió mucha información práctica durante su educación allí y que a menudo se enfrentaba con su tutor Charles Van Nueten.

### Internado
Después de graduarse en La Cambre, Brodzki comenzó su pasantía trabajando en la Sede de las Naciones Unidas en Estados Unidos. Pasó a formar parte de un equipo de 500 especialistas, trabajando en un diseño de Oscar Niemeyer, que le dio acceso a muchas etapas diferentes del diseño y la construcción. Según Brodzki, este fue un aspecto muy importante en su carrera como arquitecto. "Fue el paraíso", dice en una entrevista con Wallpaper: «Trabajando en lo que, en ese momento, era el edificio más moderno del mundo». Como pasante, recibió en su mayoría tareas más pequeñas, pero aprendió mucho observando y cuestionando a los otros arquitectos, constructores de modelos, diseñadores e ingenieros, absorbiendo tanta información como pudo durante seis meses.
Fue la forma pragmática de trabajar que percibió durante su pasantía en los Estados Unidos la que resultó ser vital para su éxito posterior en Bélgica. «Lo más importante que aprendí en Estados Unidos es que cuando comienzan a trabajar en algo, comienzan con la idea de que no saben todo, pero quieren averiguarlo», sonríe Brodzki. «En Bélgica, comienzan a trabajar asumiendo que lo saben todo». Al trabajar cada etapa de la construcción de antemano, utilizando modelos y dibujos, se evitan muchos problemas durante la construcción en sí. Puede ver esta influencia en sus descubrimientos posteriores, como el edificio CBR.

### Carrera profesional
Después de su pasantía de seis meses en Estados Unidos, Brodzki regresó a Bélgica ansioso por poner en práctica su experiencia recién adquirida, pero se decepcionó rápidamente. "La tragedia fue que cuando regresé, estaba 15 años por delante de Bélgica en términos de diseño y metodología", dice. "Así que durante diez años, tuve que esperar mi momento".
En 1958 fue seleccionado para construir el pabellón de la fauna congoleña para la Expo 58 de Bruselas. Vio esto como una oportunidad para mostrar sus pensamientos sobre formas fluidas y orgánicas dentro de la arquitectura. "No encontrarás líneas rectas en la naturaleza, así que ¿por qué debería diseñar un pabellón recto para la exposición?", Dice en una entrevista con De Tijd.
Uno de sus primeros clientes fue Bandin quien lo puso en contacto con René Célis, la mano derecha de Vanhoof, quien fuera el exgran director de CBR. Casualmente Brodzki y Célis compartieron muchos valores dentro del ámbito de la arquitectura y la construcción y se hicieron amigos rápidamente. Esta visión compartida creó una colaboración significativa entre CBR y Brodzki, que buscaban un arquitecto para construir su nueva sede. Ambas partes aún eran relativamente desconocidas durante este tiempo. Esta colaboración condujo a la realización más publicada de Brodzki, que lo puso en el mapa como arquitecto: el Edificio CBR. Fue en este edificio donde Brodzki finalmente tuvo los recursos y la oportunidad de practicar la metodología que le enseñaron en Estados Unidos e integrarla con sus pensamientos sobre las formas orgánicas dentro de la arquitectura. Resultó en la primera construcción que consta de módulos prefabricados de hormigón con formas fluidas. Según Brodzki, este edificio nunca habría existido si no fuera por la confianza mutua entre cliente y arquitecto, lo que le permitió a Brodzki el acceso a una fábrica totalmente dedicada a la construcción de estos módulos y dos edificios de prueba temporales en un parque industrial.
A finales de los años 70, la influencia que Brodzki había generado en Bruselas era visible. Se erigió un mayor número de edificios utilizando elementos de hormigón con formas orgánicas, algunos ejemplos son el supermercado ROB y el ayuntamiento de Oudergem. Además de estas construcciones más grandes, Brodzki también realizó una docena de residencias privadas durante su carrera y algunas renovaciones.

## Nuevo estilo
Constantin Brodzki nunca entendió la tendencia modernista de utilizar únicamente hormigón como material de construcción o moldearlo en líneas y formas rectas. Reconoció que el hormigón es un líquido en su estado original y, por lo tanto, tiene mucho potencial sin explotar en su libertad formal. Este razonamiento fue visible en algunas de sus realizaciones, como el pabellón de la Expo 58 y el edificio CBR, que vio como un experimento arquitectónico racional sobre el trabajo con formas fluidas. Creó un nuevo estilo en Bélgica que ahora se llama el "estilo CBR", refiriéndose a las fachadas hechas de módulos prefabricados de hormigón en formas orgánicas.

## Publicaciones
En 1980, el edificio CBR fue el único proyecto belga seleccionado para la exposición del MoMA de 1979: 'Transformación en la arquitectura moderna entre 1960 y 1980'. El catálogo mencionó el edificio como un «paso importante en el desarrollo del modernismo en el mundo» y lo celebró por establecer un precedente en fachadas expresivas utilizando módulos prefabricados de hormigón.

## Obras
- Centro cultural Casino, Houthalen-Helchteren, Limburgo (1953).
- Estancia de fin de semana Van Pachterbeek, Sint-Genesius-Rode, Brabante flamenco (1954).
- Cinematek, Bruselas (1962-2006).
- Centro de diseño en Ravensteingallery, Bruselas (1963).
- Edificio CBR, Watermaal-Bosvoorde, Bruselas (1970).
- Oficina de Generali, Watermaal-Bosvoorde, Bruselas (1976).
- Residencia Klenowicz, Sint-Genesius-Rode, Brabante Flamenco (1976).
- Swift I, Terhulpen, Bruselas (1983).
- Swift II, Terhulpen, Bruselas (1988).